# Sandy Lehmann-Haupt
Hellmut Alexander Lehmann-Haupt, genannt „Sandy“ (* 22. März 1942 in Manhattan, New York City; † 28. Oktober 2001 ebenda) war ein US-amerikanischer Tontechniker der Merry Pranksters, die er 1964 auf ihrem Magic Bustrip quer durch die USA begleitete. Sandy Lehmann-Haupt lieferte außerdem zahlreiche, vielfältige Insider-Einblicke für Tom Wolfes Dokumentarroman Der Elektric Kool-Aid Acid Test, in dem er selbst als Protagonist vorkommt.

## Leben
Alexander Lehmann-Haupt war der jüngste Sohn des deutsch-amerikanischen Buchkundlers Hellmut Lehmann-Haupt. Der Vater war 1929 in die USA ausgewandert und hatte im universitären Umfeld Karriere gemacht. Alexander Lehmann-Haupt verließ die Universität bereits nach sechs Monaten. Stattdessen wurde Sandy Lehmann-Haupt Toningenieur. „Er war ein Genie im Umgang mit Bändern, Audiosystemen, allem, was mit Ton zu tun hatte...“
Sandys älterer Bruder, der Grafikdesigner Carl Lehmann-Haupt, kannte den Autor Ken Kesey aus ihrer gemeinsamen Zeit in der Perry Lane, dem Quartier von Stanfords Boheme. Als Kesey anlässlich der Uraufführung der Bühnenversion seines Erfolgsromans Einer flog über das Kuckucksnest nach New York reiste, machte ihn Carl mit seinem kleinen Bruder bekannt. Das war am 14. November 1963, Kirk Douglas hatte McMurphy gegeben.
Lehmann-Haupt litt von Kind an unter psychischen und familiären Problemen. Seine Eltern hatten sich frühzeitig getrennt und seine Mutter verließ ihn. Wegen einer schweren Depression hatte er sich gerade erst in eine psychiatrische Klinik begeben, als ihn Carl dort besuchte, beschwichtigte und stattdessen zum Premierenbesuch überredete. Das Bühnenstück, das selbst in einer Irrenanstalt spielt, musste auf Sandy einen starken Eindruck gemacht haben. Carl bestärkte ihn, mit Kesey nach Kalifornien zu ziehen, auf dessen Farm La Honda.
Sandy ging mit, verkabelte den Wald rund um das Farmhaus und installierte eine mächtige Stereoanlage. Im Frühling 1964 legte sich Kesey von seinen Tantiemen einen großen Schulbus der Marke International Harvester zu, Baujahr 1939, der den Namen Further erhielt. Und wieder verkabelte Sandy alles und installierte die totale Soundanlage. Jeder konnte mit jedem via Mikrophone und Lautsprecher kommunizieren; Geräusche von außen wurden auf Kopfhörer nach innen übertragen; man konnte seine eigene Stimme aufnehmen und zeitverzögert drübersprechen und das wiederum aufzeichnen etc. Der Mischkonsum von Drogen wie LSD, Speed und Cannabis während der Busreise machte den labilen Sandy noch labiler. Er oszillierte ständig zwischen einem Zustand der Zugehörigkeit zur Reisegruppe und der Entfremdung, was ihm den Beinamen Dismount („der Aussteiger“) einbrachte. Sandy geriet in heftige Opposition zur charismatischen Führerpersönlichkeit Ken Keseys.
Als Tom Wolfe im Nachhinein einen Bericht über die psychedelische Bustour, die Acid-Tests, die die Entstehung der Grateful Dead und der Hippieszene von San Francisco plante, wurde ihm Sandy Lehmann-Haupt zur wichtigsten Insider-Quelle. Auf stundenlangen Spaziergängen durch den Central Park schilderte Sandy dem Journalisten die Busreise und die vielen kleinen Trips aus seiner unmittelbaren Erfahrung.
Alexander Lehmann-Haupt starb im Oktober 2001.